# Вілямово (Щиценський повіт)
Вілямово (пол. Wilamowo, нім. Wilhelmshof) — село в Польщі, у гміні Розоги Щиценського повіту Вармінсько-Мазурського воєводства.
Населення — 350 осіб (2011).

## Демографія
Демографічна структура станом на 31 березня 2011 року:
|          | Загалом | Допрацездатний вік | Працездатний вік | Постпрацездатний вік |
| -------- | ------- | ------------------ | ---------------- | -------------------- |
| Чоловіки | 177     | 43                 | 121              | 13                   |
| Жінки    | 173     | 38                 | 100              | 35                   |
| Разом    | 350     | 81                 | 221              | 48                   |